# Vedapatti
Vedapatti là một thị xã panchayat của quận Coimbatore thuộc bang Tamil Nadu, Ấn Độ.

## Nhân khẩu
Theo điều tra dân số năm 2001 của Ấn Độ, Vedapatti có dân số 9545 người. Phái nam chiếm 51% tổng số dân và phái nữ chiếm 49%. Vedapatti có tỷ lệ 68% biết đọc biết viết, cao hơn tỷ lệ trung bình toàn quốc là 59,5%: tỷ lệ cho phái nam là 73%, và tỷ lệ cho phái nữ là 62%. Tại Vedapatti, 10% dân số nhỏ hơn 6 tuổi.